# Diplazium ferulaceum
Diplazium ferulaceum là một loài thực vật có mạch trong họ Woodsiaceae. Loài này được (T. Moore ex Hook.) Lellinger miêu tả khoa học đầu tiên năm 1985.